# Château de Polisy
Le château du Polisy est un château situé à Polisy, en France.

## Description

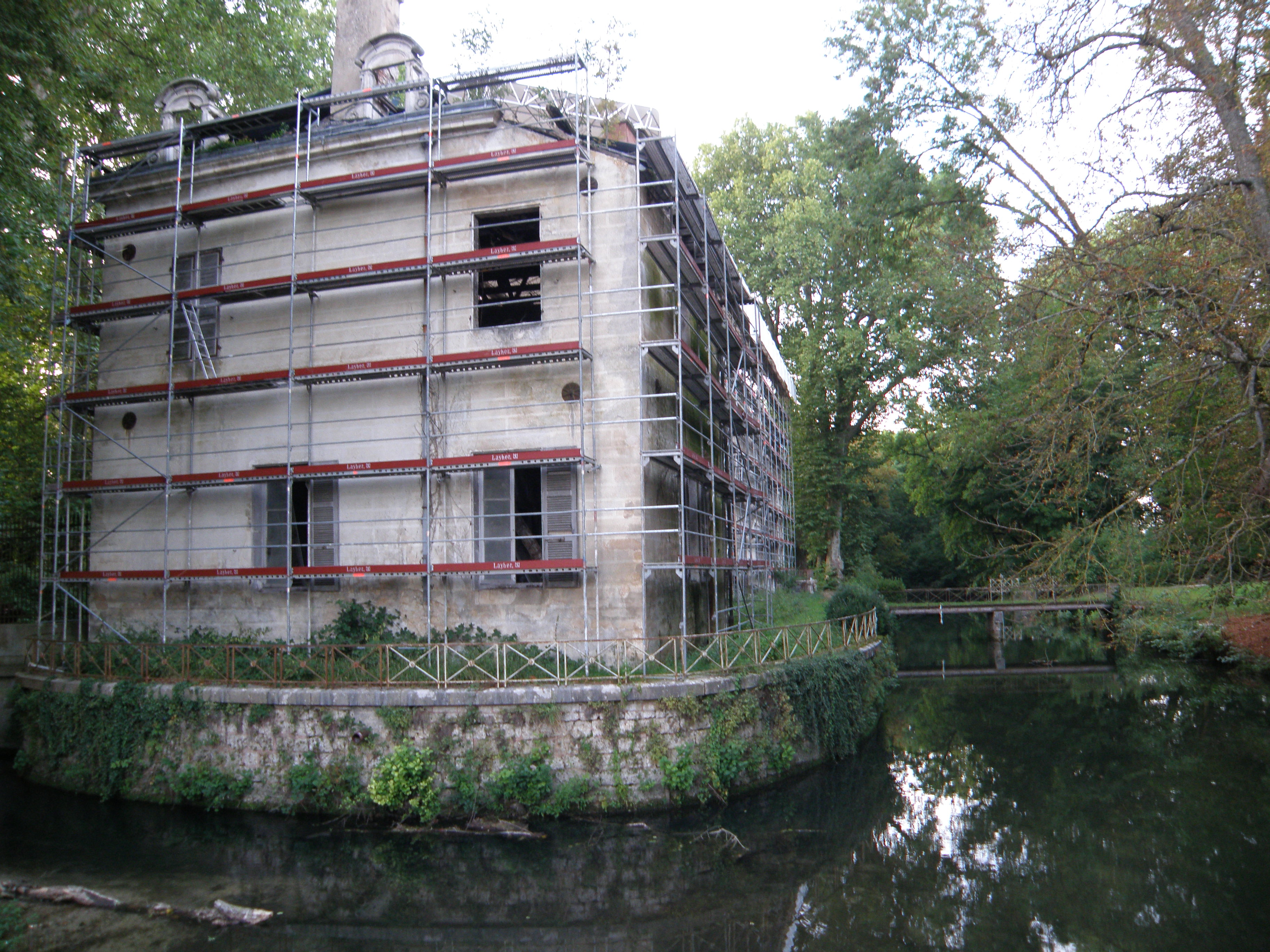
Le château en 2013.

## Localisation
Le château est situé sur la commune de Polisy, dans le département français de l'Aube au confluent de la Seine et de la Laignes.

## Historique

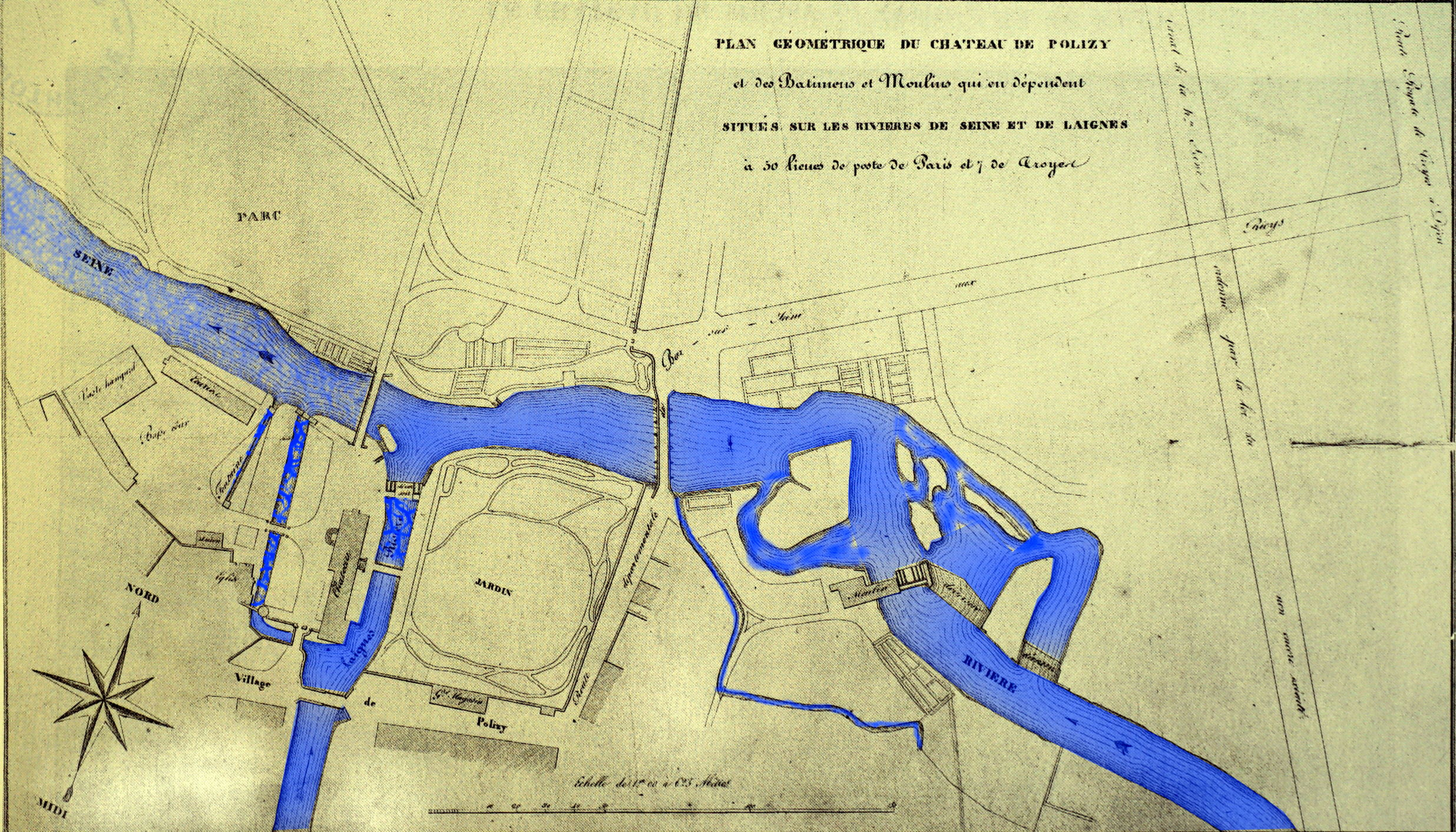
En plan.

On trouve trace d'une maison-forte depuis le XIVe siècle qui était protégé par deux côtés par des cours d'eau et les deux autres par des fossés inondés. Itier V de la Broce qui y avait une maison , tenant de la rivière de Seinne...arse des bretons. Elle avait entre autres bâtiments un pressoir. En 1537, devenu paralytique, Jean de Dinteville, seigneur de Polisy et bailli de Troyes, se retire à Polisy et reconstruit le château. Les travaux débutent par la basse cour, comme l'indique une inscription sur la porte d'entrée de celle-ci :" 10 † de Dinteville Condebat 1537". À l'entrée se trouvait l'auditoire, où il rendait justice et où siégeait un notaire royal. L'aile d'entrée comprend le passage, le puits, l'ancienne laiterie et le cellier. On y trouvait une grange, des anciennes écuries et de la maison de l'intendant. La première pierre du château est posée en 1544, ainsi que l'indique l’inscription gravée qui se trouve dans la cave : "LAN DE GRACE M. D. XLVIII JEHAN DE DINTEVILLE BAILLY DE TROIES APRES AVOIR ACHEVER LA BASSE COUR FAIT COMMENCER...". Jean de Dinteville fait appel à des artistes de la cour pour bâtir son château, Le Primatice et Domenico del Barbieri, dit Dominique Florentin, qui avaient travaillé au Château de Fontainebleau. Cette partie du château de Polisy est inspirée par les travaux de l'architecte Sebastiano Serlio. Il est réalisé pour le chef-d'œuvre que Jean de Dinteville exposera dans la salle du premier étage : Les Ambassadeurs peint par Hans Holbein le Jeune en 1533 alors qu'il était ambassadeur pour François Ier à Londres.
Dans les années 1830 la restructuration est complétée par une nouvelle dépendance qui offre une serlienne. Le château a été endommagé par un incendie en 1992. Sa façade sur cour fait face à la chapelle seigneuriale qui s'ouvre par une grande baie sur le chœur de l'église.
Dans le château du XVIe siècle ne restait qu'un dallage émaillé sur lesquelles se trouvaient : "FIDES SPES CHARITAS qui sont les qualités attribuées à Jean IV. Il était posé dans la grande salle d'honneur au premier étage.

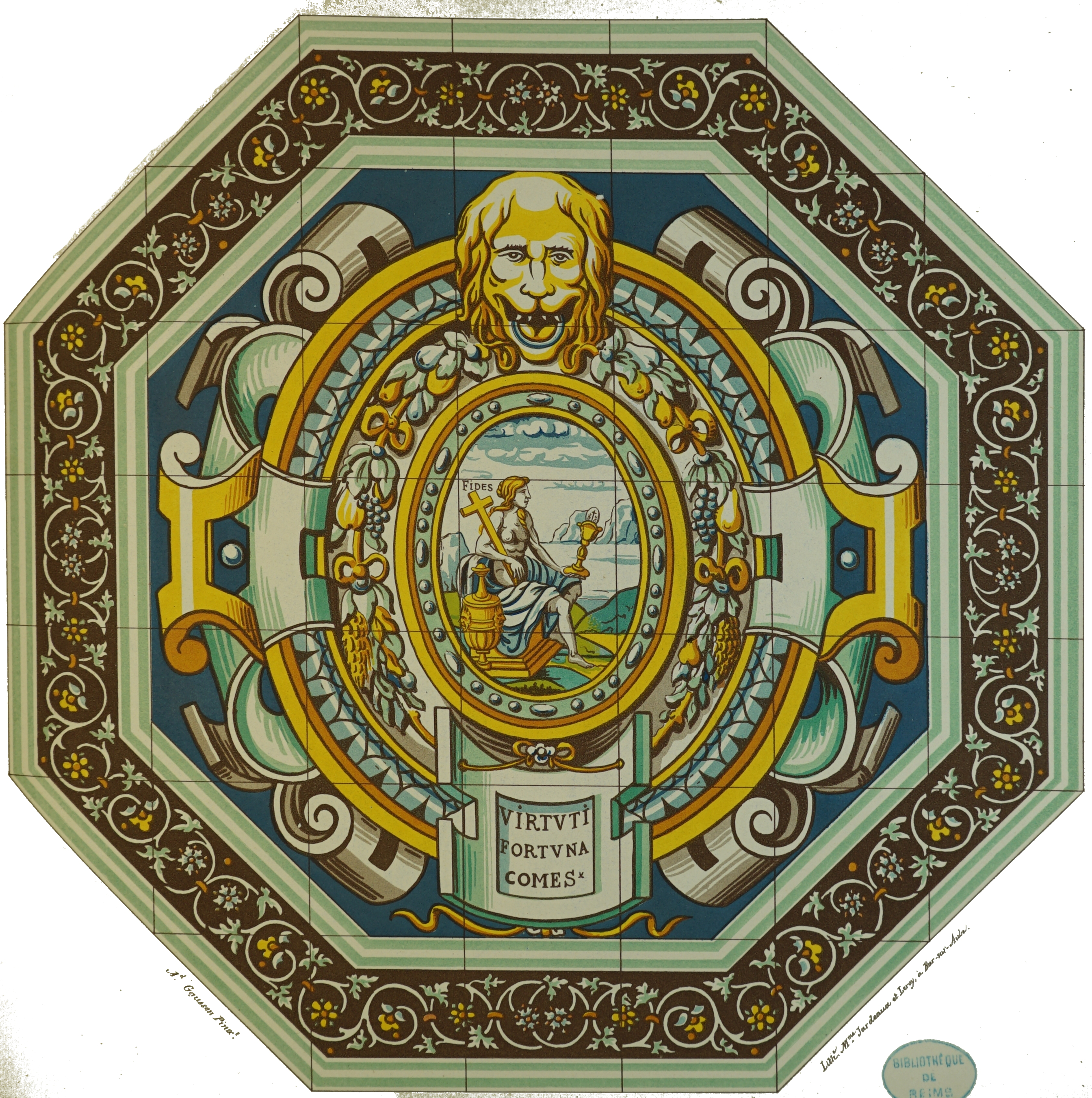
Relevés par Henri d'Arbois de Jubainville
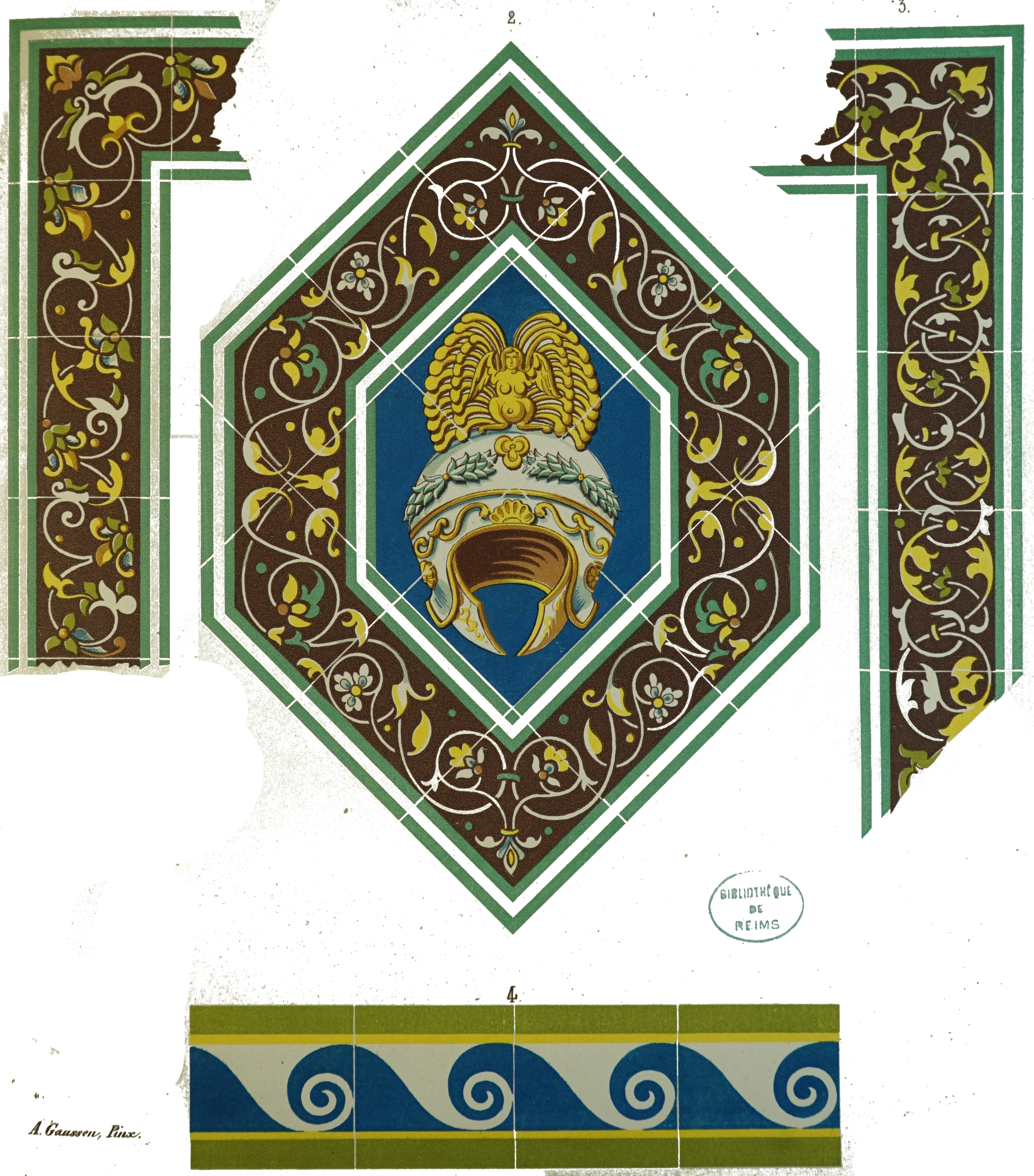
et Alfred Gaussen
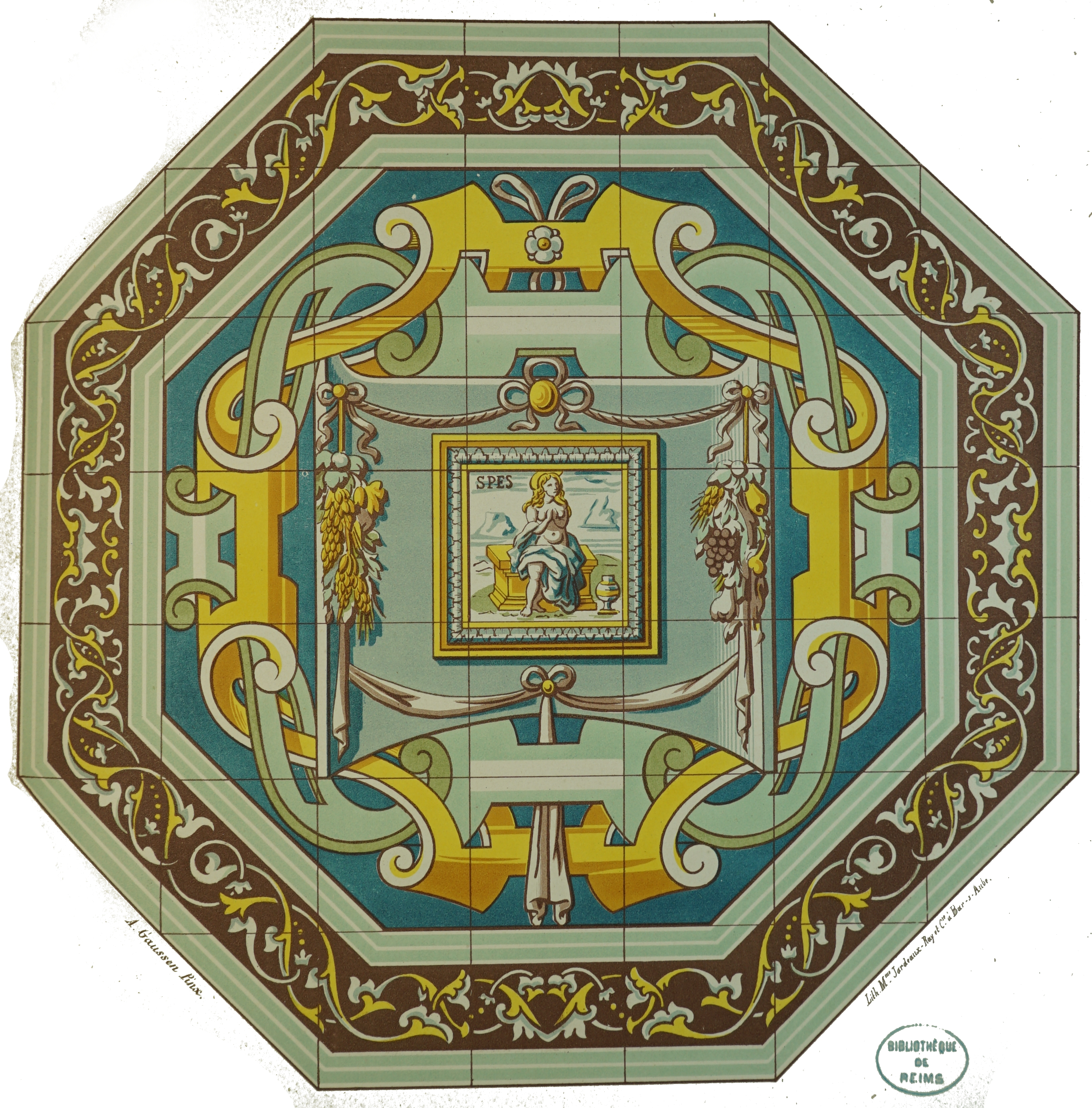
des carrelages du château
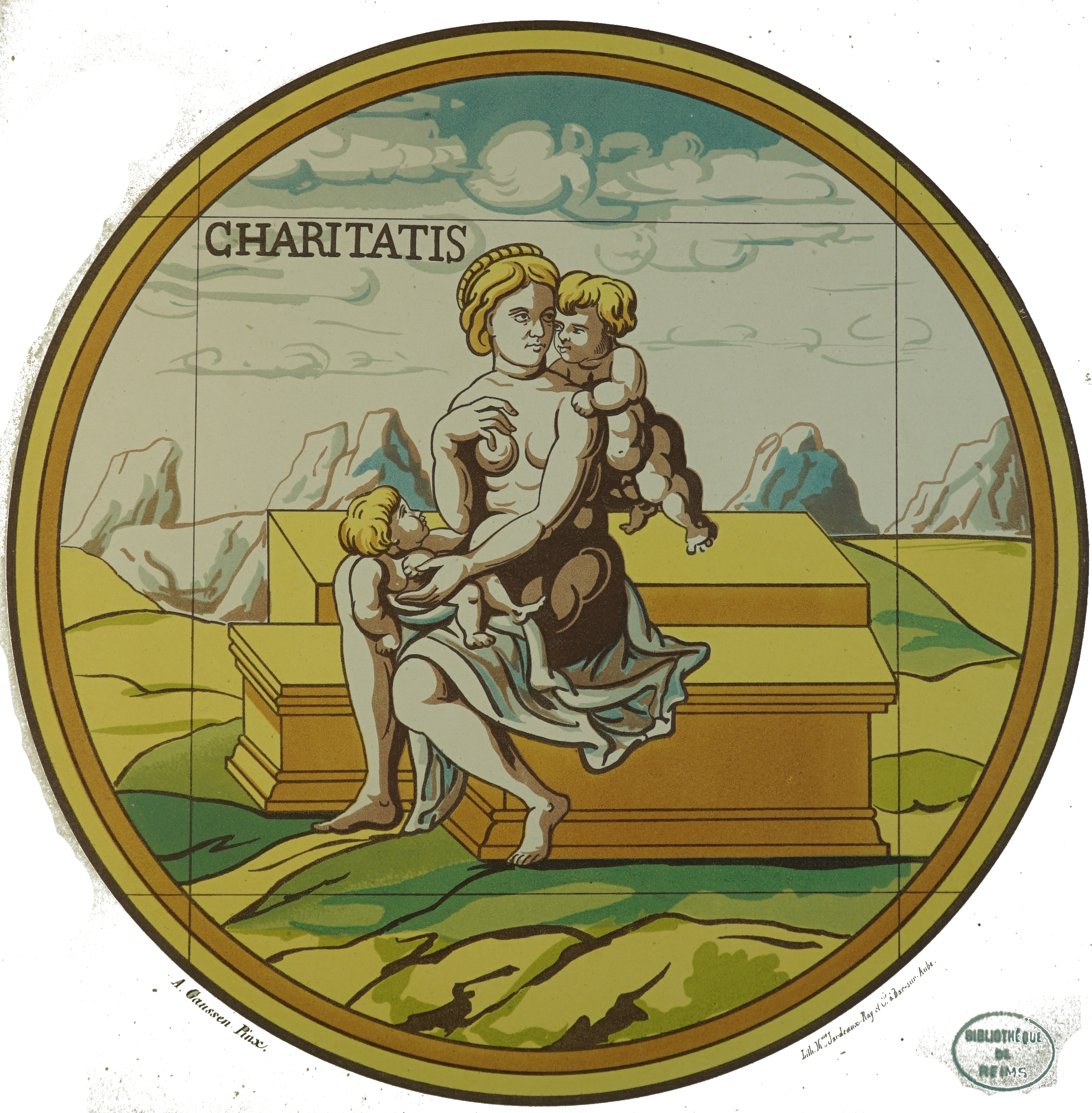
de Polisy.

En 2008, le musée national de la Renaissance à Écouen fait l'acquisition de 28 mètres carrés de ce dallage daté de 1545. Le pavement est acquis grâce au mécénat de la société Axa et accède au statut de « Trésor national ».
L'édifice est inscrit au titre des monuments historiques en 2011.